# Rejon białopolski
Rejon białopolski – jednostka administracyjna wchodząca w skład obwodu sumskiego Ukrainy.
Rejon utworzony w 1940, ma powierzchnię 969 km² i liczy około 25 tysięcy mieszkańców. Siedzibą władz rejonu jest Białopole.
Na terenie rejonu znajdują się 2 miejskie rady, 2 osiedlowe rady i 24 silskie rady, obejmujące w sumie 115 wsi i 7 osad.